# Marta Molas Capdevila
Marta Molas Capdevila   (Barcelona, 8 de maig de 1956) és mestra i escriptora de novel·la infantil i juvenil.

## Biografia
Marta Molas Capdevila va néixer a la ciutat de Barcelona on va cursar els seus estudis universitaris en Pedagogia i formació professional en Relacions Públiques.
Durant deu anys va exercir com a professora en l'ensenyament primari a Barcelona on va dirigir també un centre de pedagogia del llenguatge i comunicació. Actualment es dedica exclusivament a escriure. Entre les seves obres trobem a més de literatura infantil, llibres d'autoconeixement i d'orientació educativa, tema que coneix degut a les seves dues vocacions, l'educació i la pedagogia. D'aquesta manera ha compaginat les seves grans passions: l'escriptura, l'educació i la pedagogia.

## Premis literaris
Premis literaris rebuts.
- El Port d'Aiguadolç, 2000: El tresor del pescador (conte)
- Sara Llorens de narrativa de Pineda de Mar, 2001: L'ídol de la senyora Maria (conte)
- Don-na, 1999: La ploma de Quetzal

## Obres publicades
Obres publicades.
- Ari, el noi que adorava Mozart - Ed:Molino - 2006

- Vega, l'admiradora de Pedro Duque - Ed:Molino - 2006
- No desperteu el drac - Ed:Planeta-Òxford - 2005
- L'enigma dels nens grisos - Ed:Empúries - 2004
- La Blanca, l'amiga de l'Àlex Corretja - Ed:Empúries - 2003
- La Marta, l'amiga de la Sònia Guirado - Ed:Empúries- 2003
- El Dídac, l'amic de l'Àlex Crivillé - Ed:Empúries - 2003
- El Xavi, l'amic del Pau Gasol - Ed:Empúries- 2002
- La Gemma, l'amiga de l'Araceli Segarra - Ed:Empúries - 2002
- El Quimet, l'amic del José Mari Bakero - Ed:Empúries- 2002
- El misteri de la rateta bruna - Ed:Cadí - 2001